# Stèle maya

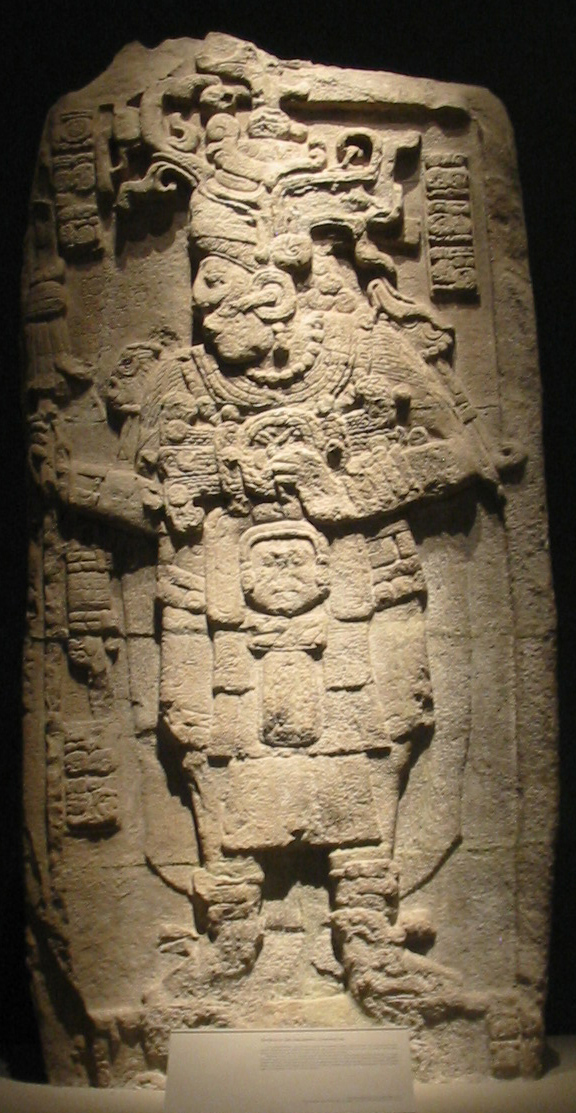
Stèle 51 de Calakmul, datant de 731 et représentant le roi Yuknoom 'K'awiil.

Les stèles mayas sont des monuments qui ont été sculptés par les artistes de la civilisation mésoaméricaine maya.
Ces stèles sont des pierres de forme allongée et souvent plus larges qu'épaisses, qui ont été sculptées (le plus souvent en bas-relief, mais on en trouve aussi en haut-relief, et même certaines vierges d'inscriptions) et placées à la verticale. Elles sont souvent associées à des pierres circulaires dénommés autels, bien que leur fonction réelle soit incertaine.
Ces combinaisons de stèles sculptées avec des autels circulaires sont considérées comme caractéristiques de la civilisation maya classique, car on en trouve dans toute la zone maya au cours de la période classique mésoaméricaine (du IIIe au Xe siècle).
La plus ancienne stèle datée des Basses-terres mayas ayant été trouvée in situ provient de Tikal au Guatemala. Il s'agit de la Stèle 29 portant une date en Compte long correspondant au 6 juillet 292 de notre ère. Au cours de la Période classique, presque chaque royaume maya dans le sud avait une stèle dans son centre cérémoniel.
Les stèles étaient étroitement liées à la notion de la royauté divine et leur nombre a décliné en même temps que cette institution. La production de stèles par les Mayas a commencé autour de 400 av. J.-C. et a continué jusqu'à la fin de la Période classique, vers 900, bien que certains monuments aient été réutilisés au Postclassique (c. 900–1521). Calakmul est la cité maya qui a érigé le plus grand nombre de stèles connues, au moins 166, bien qu'elles soient très mal préservées.
Des centaines de stèles ont été recensées dans la zone maya. Beaucoup sont des dalles de calcaire sculptées avec un ou plusieurs visages, avec des figures sculptées en relief et des glyphes sur les surfaces le permettant. La plupart des stèles mayas ont été peintes probablement en couleurs vives telles que le rouge, le jaune, le noir, le bleu et d'autres encore ; en revanche, les stèles sans inscription ne semblent pas avoir été peintes ni recouvertes de stuc pour la décoration.
Les stèles étaient essentiellement des bannières de pierre conçues pour glorifier le roi, bien que les premiers exemples représentent des scènes mythologiques. À la fin du Ve siècle, les rois mayas ont commencé à utiliser des stèles pour marquer la fin des cycles calendaires. Lorsque la période classique toucha à sa fin, les stèles cessèrent d'être érigées. Les derniers exemples connus furent conçus vers 909-910.

## Fonctions
Les Mayas employaient l'expression «lakam tuun», c'est-à-dire «grande pierre» pour désigner les stèles. Ils assimilaient l'érection de la stèle à une plantation. Dans les inscriptions, on retrouve l'expression «utz'apaw tuun», c'est-à-dire «(il) planta la pierre».
La fonction des stèles maya était au centre de l'idéologie de la royauté Maya depuis le début de la période classique jusqu'à la fin de cette période (vers 800-900). Les inscriptions hiéroglyphiques sur les stèles maya dans le site de Piedras Negras ont joué un rôle clé dans le déchiffrement de l'écriture. Des stèles étaient regroupées autour de sept structures différentes et chacune d'elles retraçait un épisode de la vie d'une personnage en particulier, comme la naissance, le mariage et les victoires militaire.

## Inscriptions et fonction des stèles

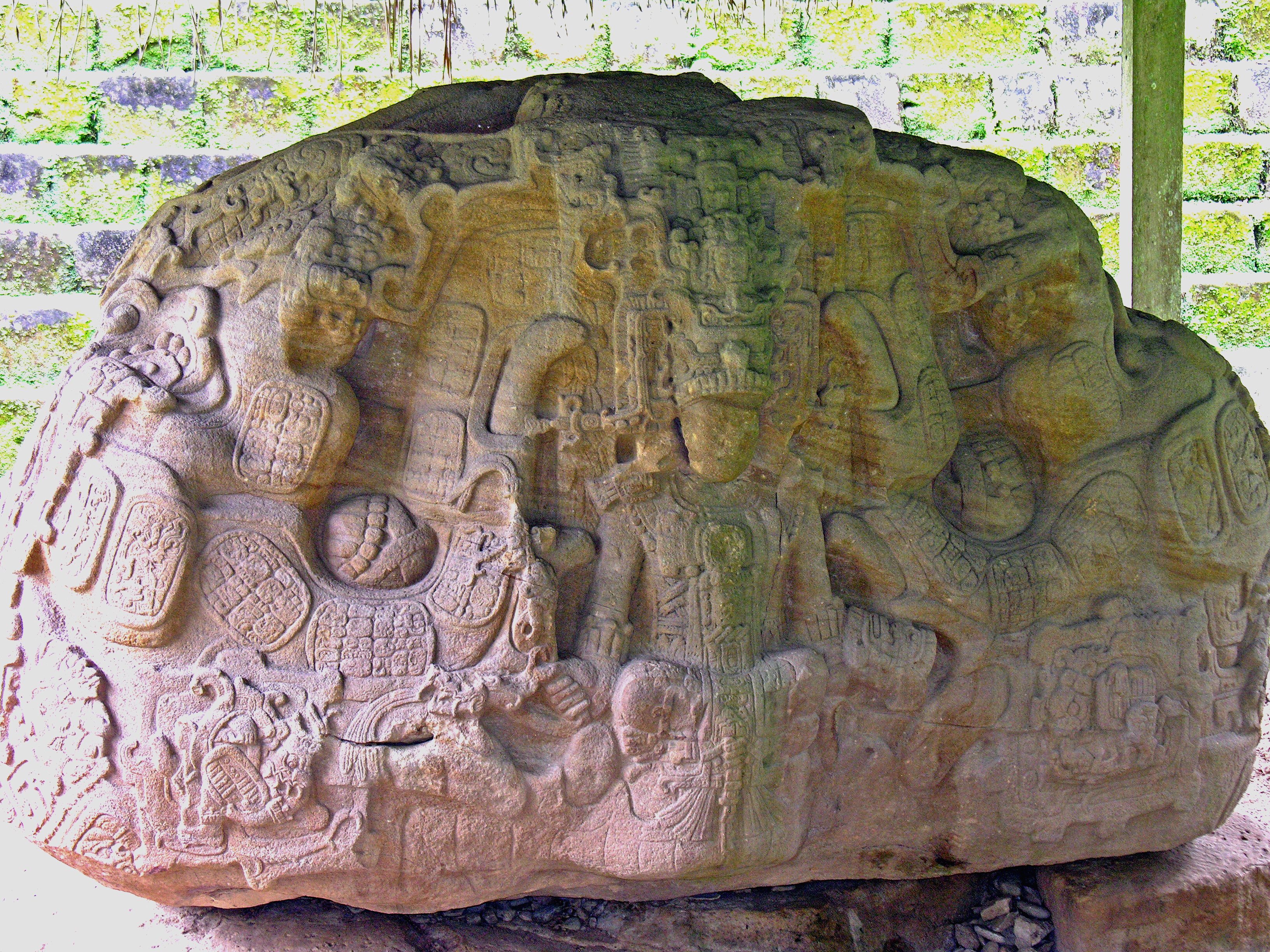
zoomorphe P, Dragon de Quiriguá, Guatémala

Les stèles étaient essentiellement des pierres dressées qui servaient à glorifier le roi et à enregistrer les événements marquants de son règne, bien que les premiers exemples illustrent des scènes mythologiques et que l'imagerie ait évolué tout au long de la période classique.
On constate sur les stèles du classique ancien, à partir du IVe siècle, l'introduction de l'imagerie typique de la métropole du centre du Mexique Teotihuacan. Cette influence a reculé au Ve siècle, bien que quelques références mineures au style de Teotihuacan aient continué à être utilisées.
À la fin du Ve siècle, les rois mayas ont commencé à ériger des stèles pour marquer la fin des cycles chronologiques.
À la fin de la période classique, les images liées au jeu de balle mésoaméricain ont été introduites, affichant une fois de plus l'influence du Centre du Mexique.
Avec la fin de la période classique, l'institution de la royauté divine a disparu. Quand la période classique prit fin, les stèles cessèrent d'être construites, avec les derniers exemples connus entre 909–910.